# Баскетболист года конференции Big 12
Баскетболист года конференции Big 12 (англ. Big 12 Conference Men's Basketball Player of the Year) — это ежегодная баскетбольная награда, вручаемая по результатам голосования лучшему баскетболисту среди студентов конференции Big 12, входящей в I дивизион NCAA. Голосование проводится среди главных тренеров команд, входящих в конференцию (на данный момент их десять), причём свои голоса тренеры подают после окончания регулярного чемпионата, но перед стартом плей-офф, то есть в начале марта, однако они не могут голосовать за своих собственных игроков. Награда была учреждена и впервые вручена Рафу Лафренцу из Канзасского университета в сезоне 1996/97 годов, через три года после официального образования конференции (25 февраля 1994 года).
Несмотря на то, что конференция называется Big 12 (изначально в неё входило 12 команд), она состоит только из десяти команд, после ухода из неё в 2011 году Небраскского университета в Линкольне и Колорадского университета в Боулдере, а в 2012 году — Миссурийского университета и Техасского университета A&M. Также в 2012 году в неё включили Техасский христианский университет и Университет Западной Виргинии. Конференцию Big 12 не следует путать с конференцией Big Ten, которая на данный момент состоит из двенадцати команд и представляет другой регион страны.
Всего лишь два игрока, Раф Лафренц и Бадди Хилд, получали этот приз по два раза. Сразу четыре игрока, Кевин Дюрант, Майкл Бизли, Маркус Смарт и Кейд Каннингем, становились лауреатами данного трофея, будучи первокурсниками. Чаще других обладателями этой премии становились баскетболисты Канзасского университета (12 раз).

## Легенда
| *         | Становились лауреатами Приза Джеймса Нейсмита (1969—) или Приза Джона Вудена (1977—), либо признавались баскетболистом года среди студентов по версии UPI (1955—1996) или Helms Foundation (1905—1979) |
| Игрок (X) | Количество титулов |

## Победители
| Сезон   | Игрок           | Фото | Университет                              | Позиция                                     | Год обучения | Примечания |
| ------- | --------------- | ---- | ---------------------------------------- | ------------------------------------------- | ------------ | ---------- |
| 1996/97 | Раф Лафренц     |      | Канзасский университет                   | Центровой / Тяжёлый форвард                 | Третий       | [ 1 ]      |
| 1997/98 | Раф Лафренц (2) |      | Канзасский университет                   | Центровой / Тяжёлый форвард                 | Четвёртый    | [ 1 ]      |
| 1998/99 | Венсон Хэмилтон |      | Небраскский университет в Линкольне      | Центровой                                   | Четвёртый    | [ 1 ]      |
| 1999/00 | Маркус Файзер   |      | Университет штата Айова                  | Тяжёлый форвард / Лёгкий форвард            | Третий       | [ 1 ]      |
| 2000/01 | Джамаал Тинсли  |      | Университет штата Айова                  | Разыгрывающий защитник                      | Четвёртый    | [ 1 ]      |
| 2001/02 | Дрю Гуден       |      | Канзасский университет                   | Тяжёлый форвард / Центровой                 | Третий       | [ 2 ]      |
| 2002/03 | Ник Коллисон    |      | Канзасский университет                   | Тяжёлый форвард / Центровой                 | Четвёртый    | [ 3 ]      |
| 2003/04 | Тони Аллен      |      | Университет штата Оклахома в Стиллуотере | Атакующий защитник / Разыгрывающий защитник | Четвёртый    | [ 4 ]      |
| 2004/05 | Уэйн Симиен     |      | Канзасский университет                   | Тяжёлый форвард                             | Четвёртый    | [ 5 ]      |
| 2005/06 | Пи Джей Такер   |      | Техасский университет в Остине           | Атакующий защитник / Лёгкий форвард         | Третий       | [ 6 ]      |
| 2006/07 | Кевин Дюрант*   |      | Техасский университет в Остине           | Лёгкий форвард                              | Первый       | [ 7 ]      |
| 2007/08 | Майкл Бизли     |      | Университет штата Канзас                 | Лёгкий форвард / Тяжёлый форвард            | Первый       | [ 8 ]      |
| 2008/09 | Блэйк Гриффин*  |      | Университет Оклахомы                     | Тяжёлый форвард                             | Второй       | [ 9 ]      |
| 2009/10 | Джеймс Андерсон |      | Университет штата Оклахома в Стиллуотере | Атакующий защитник / Лёгкий форвард         | Третий       | [ 10 ]     |
| 2010/11 | Маркус Моррис   |      | Канзасский университет                   | Тяжёлый форвард / Лёгкий форвард            | Третий       | [ 11 ]     |
| 2011/12 | Томас Робинсон  |      | Канзасский университет                   | Тяжёлый форвард                             | Третий       | [ 12 ]     |
| 2012/13 | Маркус Смарт    |      | Университет штата Оклахома в Стиллуотере | Разыгрывающий защитник                      | Первый       | [ 13 ]     |
| 2013/14 | Мелвин Эджим    |      | Университет штата Айова                  | Лёгкий форвард                              | Четвёртый    | [ 14 ]     |
| 2014/15 | Бадди Хилд      |      | Университет Оклахомы                     | Атакующий защитник                          | Третий       | [ 15 ]     |
| 2015/16 | Бадди Хилд* (2) |      | Университет Оклахомы                     | Атакующий защитник                          | Четвёртый    | [ 16 ]     |
| 2016/17 | Фрэнк Мейсон*   |      | Канзасский университет                   | Разыгрывающий защитник                      | Четвёртый    | [ 17 ]     |
| 2017/18 | Девонте Грэм    |      | Канзасский университет                   | Разыгрывающий защитник                      | Четвёртый    | [ 18 ]     |
| 2018/19 | Джарретт Калвер |      | Техасский технологический университет    | Атакующий защитник                          | Второй       | [ 19 ]     |
| 2019/20 | Удока Азубуйке  |      | Канзасский университет                   | Центровой                                   | Четвёртый    | [ 20 ]     |
| 2020/21 | Кейд Каннингем  |      | Университет штата Оклахома в Стиллуотере | Разыгрывающий защитник                      | Первый       | [ 21 ]     |
| 2021/22 | Очаи Агбаджи    |      | Канзасский университет                   | Атакующий защитник                          | Четвёртый    | [ 22 ]     |
| 2022/23 | Джейлен Уилсон  |      | Канзасский университет                   | Лёгкий форвард / Тяжёлый форвард            | Третий       | [ 23 ]     |
| 2023/24 | Джамал Шид      |      | Хьюстонский университет                  | Разыгрывающий защитник                      | Четвёртый    | [ 24 ]     |
| 2024/25 | Джей Ти Топпин  |      | Техасский технологический университет    | Тяжёлый форвард                             | Второй       | [ 25 ]     |